# Club Atlético Talleres
Il Club Atlético Talleres è una società calcistica argentina con sede nella città argentina di Córdoba. Milita nel campionato di Primera División, la prima divisione del campionato di calcio argentino. Disputa le sue partite interne presso lo stadio Mario Alberto Kempes.
Negli ultimi anni ha partecipato a numerosi tornei internazionali, tra cui la Copa Sudamericana e la Copa Libertadores, dove ha raggiunto i Quarti di Finale nel 2022. È stato vicecampione argentino nel 1977, nel 2023 e nel 2024.

## Storia

### Fondazione e primi anni
Il club è stato fondato nel 1913 col nome Atlético Talleres Central Córdoba, da lavoratori della Córdoba Central Railway. Nel 1914 partecipa per la prima volta al campionato locale di Córdoba, e nel 1925 ai primi campionati dilettantistici nazionali.

### Dagli anni sessanta agli anni ottanta
Nel 1963 la squadra riesce a ritornare in seconda divisione, ma nel 1967, torna in Terza Divisione (Primera C) rimanendoci per due stagioni.
Nel 1977 il club raggiunge il secondo posto nella Primera División Argentina, e nel 1980 il terzo posto. Luis Ludueña nel 1976 con 12 gol e José Reinaldi nel 1978 con 18 furono capocannonieri del campionato.

### Dagli anni novanta in poi
Il Talleres torna in Primera A dopo il 1993-1994, ma retrocede nuovamente nello stesso anno in seconda divisione.
Nel 2001 il Talleres si qualifica alla Copa Mercosur e alla Coppa Libertadores 2002, finendo eliminato in entrambe le competizioni nelle fasi iniziali.

## Rivalità
La principale rivalità del Talleres è quella con il Belgrano, squadra con il quale dà vita al clásico cordobés.

## Palmarès

### Competizioni nazionali
- Primera B Nacional: 2

1997-1998, 2016
- Torneo Federal A: 1

2012-2013
- Torneo Federal A: 1

2015
- Copa Hermandad: 1

1977
- Supercopa Internacional:   1

2023

### Competizioni regionali
- Torneo Regional: 1

1969

### Competizioni internazionali
- Coppa CONMEBOL: 1

1999

### Altri piazzamenti
- Campionato argentino:

Secondo posto: Nacional 1977, 2023, 2024
Terzo posto: Metropolitano 1980, Clausura 2004, 2021
- Copa Argentina:

Finalista: 2019-2020, 2022
- Primera B Nacional:

Secondo posto: 1993-1994
Terzo posto: 1996-1997

## Giocatori

### Vincitori di titoli
- Luis Galván (Argentina 1978)
- Miguel Oviedo (Argentina 1978)
- José Daniel Valencia (Argentina 1978)

## Rosa 2024-2025
| N. |                      | Ruolo | Calciatore             |
| -- | -------------------- | ----- | ---------------------- |
| 1  | Ecuador (bandiera)   | P     | Javier Burrai          |
| 3  | Argentina (bandiera) | D     | Tomás Cardona          |
| 4  | Cile (bandiera)      | D     | Matías Catalán         |
| 5  | Argentina (bandiera) | C     | Matías Galarza         |
| 6  | Argentina (bandiera) | D     | Juan Gabriel Rodríguez |
| 7  | Argentina (bandiera) | A     | Nahuel Bustos          |
| 8  | Paraguay (bandiera)  | C     | Matías Galarza Fonda   |
| 9  | Argentina (bandiera) | A     | Federico Girotti       |
| 10 | Argentina (bandiera) | C     | Rubén Botta            |
| 11 | Argentina (bandiera) | A     | Valentín Depietri      |
| 15 | Paraguay (bandiera)  | D     | Blás Riveros           |
| 16 | Venezuela (bandiera) | D     | Miguel Navarro         |
| 17 | Argentina (bandiera) | C     | Joaquín Mosqueira      |

| N. |                      | Ruolo | Calciatore           |
| -- | -------------------- | ----- | -------------------- |
| 20 | Argentina (bandiera) | D     | Augusto Schott       |
| 22 | Argentina (bandiera) | P     | Guido Herrera        |
| 25 | Argentina (bandiera) | A     | Cristian Tarragona   |
| 26 | Argentina (bandiera) | C     | Marcos Portillo      |
| 27 | Colombia (bandiera)  | C     | Juan Portilla        |
| 28 | Argentina (bandiera) | D     | Juan Carlos Portillo |
| 29 | Argentina (bandiera) | D     | Gastón Benavídez     |
| 30 | Cile (bandiera)      | C     | Ulises Ortegoza      |
| 33 | Argentina (bandiera) | C     | Emanuel Reynoso      |
| 34 | Argentina (bandiera) | C     | Sebastián Palacios   |
| 44 | Argentina (bandiera) | D     | Santiago Fernández   |
| 77 | Brasile (bandiera)   | A     | Rick                 |
|    | Brasile (bandiera)   | D     | Rodrigo Guth         |

## Rosa 2023-2024
| N. |                      | Ruolo | Calciatore        |
| -- | -------------------- | ----- | ----------------- |
| 1  | Argentina (bandiera) | P     | Alan Aguerre      |
| 2  | Colombia (bandiera)  | D     | Rafa Pérez        |
| 3  | Argentina (bandiera) | D     | Lucas Suárez      |
| 4  | Argentina (bandiera) | D     | Matías Catalán    |
| 5  | Argentina (bandiera) | C     | Favio Álvarez     |
| 7  | Colombia (bandiera)  | A     | Diego Valoyes     |
| 8  | Argentina (bandiera) | D     | Julio Buffarini   |
| 9  | Uruguay (bandiera)   | A     | Michael Santos    |
| 10 | Argentina (bandiera) | A     | Héctor Fértoli    |
| 11 | Argentina (bandiera) | A     | Federico Girotti  |
| 12 | Argentina (bandiera) | P     | Franco Fragueda   |
| 13 | Argentina (bandiera) | A     | Rubén Botta       |
| 14 | Argentina (bandiera) | C     | Fernando Juárez   |
| 15 | Argentina (bandiera) | D     | Enzo Díaz         |
| 16 | Argentina (bandiera) | C     | Rodrigo Garro     |
| 17 | Uruguay (bandiera)   | C     | Christian Oliva   |
| 18 | Uruguay (bandiera)   | C     | Rodrigo Villagra  |
| 19 | Argentina (bandiera) | C     | Francisco Pizzini |
| 21 | Argentina (bandiera) | D     | Ángelo Martino    |

| N. |                      | Ruolo | Calciatore               |
| -- | -------------------- | ----- | ------------------------ |
| 22 | Argentina (bandiera) | P     | Guido Herrera (Capitano) |
| 23 | Ecuador (bandiera)   | C     | Alan Franco              |
| 24 | Argentina (bandiera) | C     | Santiago Toloza          |
| 27 | Paraguay (bandiera)  | C     | Kevin Pereira            |
| 29 | Argentina (bandiera) | D     | Gastón Benavídez         |
| 30 | Argentina (bandiera) | C     | Ulises Ortegoza          |
| 32 | Argentina (bandiera) | C     | Matías Esquivel          |
| 34 | Argentina (bandiera) | A     | David Romero             |
| 38 | Argentina (bandiera) | C     | Gustavo Albarracín       |
| 40 | Argentina (bandiera) | C     | Cristian Ludueña         |
| 42 | Argentina (bandiera) | D     | Tomás Palacios           |
| -- | Argentina (bandiera) | A     | Nahuel Bustos            |
| -- | Argentina (bandiera) | D     | Tomás Cavanagh           |
| -- | Argentina (bandiera) | D     | Fernando Bersano         |
| -- | Argentina (bandiera) | A     | Mauro Valiente           |
| -- | Argentina (bandiera) | A     | Aldo Araujo              |
| -- | Venezuela (bandiera) | A     | Samuel Sosa              |
| -- | Serbia (bandiera)    | D     | Nemanja Mićević          |
| -- | Paraguay (bandiera)  | D     | Blás Riveros             |

## Rosa 2018-2019
| N. |                      | Ruolo | Calciatore       |
| -- | -------------------- | ----- | ---------------- |
| 1  | Argentina (bandiera) | P     | Mauricio Caranta |
| 3  | Argentina (bandiera) | D     | Javier Gandolfi  |
| 4  | Perù (bandiera)      | D     | Miguel Araujo    |
| 6  | Argentina (bandiera) | D     | Juan Komar       |
| 7  | Colombia (bandiera)  | A     | Diego Valoyes    |
| 8  | Argentina (bandiera) | C     | Andrés Cubas     |
| 9  | Uruguay (bandiera)   | A     | Junior Arias     |
| 10 | Argentina (bandiera) | C     | Gonzalo Maroni   |
| 11 | Venezuela (bandiera) | A     | Samuel Sosa      |
| 13 | Argentina (bandiera) | D     | Mauricio Toni    |
| 14 | Argentina (bandiera) | D     | Nahuel Tenaglia  |
| 15 | Argentina (bandiera) | D     | Enzo Díaz        |
| 16 | Argentina (bandiera) | C     | Fernando Juárez  |
| 17 | Colombia (bandiera)  | A     | Dayro Moreno     |
| 18 | Argentina (bandiera) | C     | Ignacio Méndez   |
| 19 | Argentina (bandiera) | A     | Mauro Ortiz      |

| N. |                        | Ruolo | Calciatore         |
| -- | ---------------------- | ----- | ------------------ |
| 20 | Argentina (bandiera)   | C     | Juan Ramírez       |
| 21 | Stati Uniti (bandiera) | C     | Joel Soñora        |
| 22 | Argentina (bandiera)   | P     | Guido Herrera      |
| 23 | Argentina (bandiera)   | P     | Ezequiel Mastrolía |
| 25 | Argentina (bandiera)   | D     | Leonardo Godoy     |
| 26 | Argentina (bandiera)   | D     | Fernando Bersano   |
| 27 | Argentina (bandiera)   | D     | Leonel Rivas       |
| 30 | Argentina (bandiera)   | D     | Facundo Medina     |
| 31 | Argentina (bandiera)   | C     | Federico Navarro   |
| 32 | Argentina (bandiera)   | C     | Tomás Pochettino   |
| 34 | Argentina (bandiera)   | C     | Sebastián Palacios |
| 35 | Argentina (bandiera)   | A     | Mauro Valiente     |
| 37 | Argentina (bandiera)   | P     | Franco Fragueda    |
|    | Argentina (bandiera)   | A     | Aldo Araujo        |
|    | Argentina (bandiera)   | C     | Lautaro Guzmán     |